# جيان كارلو كوبولا
جيان كارلو كوبولا (بالإنجليزية: Gian-Carlo Coppola)‏ مواليد 17 سبتمبر 1963 في لوس أنجلوس - الوفاة 26 مايو 1986 في أنابولس، الولايات المتحدة، هو ممثل ومنتج أمريكي.

## الأعمال
- العراب
- المحادثة
- القيامة الآن
- رومبل فيش

## روابط خارجية
- جيان كارلو كوبولا على موقع IMDb (الإنجليزية)
- جيان كارلو كوبولا على موقع ألو سيني (الفرنسية)
- جيان كارلو كوبولا على موقع ميوزك برينز (الإنجليزية)
- جيان كارلو كوبولا على موقع أول موفي (الإنجليزية)
- جيان كارلو كوبولا على موقع ديسكوغز (الإنجليزية)
- جيان كارلو كوبولا على موقع قاعدة بيانات الفيلم (الإنجليزية)
- جيان كارلو كوبولا على موقع كينوبويسك (الروسية)